# Pontellas (manzana)
Pontellas es el nombre de una variedad cultivar de manzano (Malus domestica). Esta manzana es originaria de Galicia, está cultivada en la colección de árboles frutales y banco de germoplasma de Mabegondo con el Nº 101; ejemplares procedentes de esquejes localizados en San Pedro de Crendes, parroquia del municipio de Abegondo (La Coruña).

## Sinónimos
- "Manzana Pontellas",[4][5]
- "Maceira Pontellas".

## Características
El manzano de la variedad 'Pontellas' tiene un vigor vigoroso. Tamaño grande y porte erguido.
Época de inicio de brotación a partir del 25 de abril y de floración a partir de 16 de mayo.
Las hojas tienen una longitud del limbo de tamaño medio, con la máxima anchura del limbo es media. Longitud de las estípulas es corta y la máxima anchura de las estípulas es desconocido. Denticulación del borde del limbo es biondulado, con la forma del ápice del limbo cuspidado y la forma de la base del limbo es obtuso. Con subestípulas presentes.
Sus flores tienen una longitud de los pétalos corta, anchura de los pétalos es estrecha, disposición de los pétalos superpuestos
entre sí, con una longitud del pedúnculo corta.
La variedad de manzana 'Pontellas' tiene un fruto de tamaño grande, de forma globosa, de color bicolor, con chapa a rayas, de intensidad media. Epidermis de textura suave, sin pruina en su superficie y con presencia de cera elevada. Sensibilidad al "russeting" (pardeamiento áspero superficial que presentan algunas variedades) muy poco sensible. Con lenticelas de tamaño mediano.
Los sépalos están dispuestos de forma variable, y en contacto en su base; su fosa calicina es muy profunda y de una anchura media. Pedúnculo de grosor medio y de longitud medio, siendo la cavidad peduncular de una profundidad poco profunda y de anchura media. Con pulpa de color crema, cuya firmeza es firme y su textura intermedia; su jugosidad es jugosa, con sabor de acidez media, y aromática.
Época de maduración y recolección desconocido. 'Pontellas' es una manzana que su destino es la conservación de esta variedad en el banco de germoplasma de Mabegondo como reserva genética.

## Susceptibilidades
- Oidio: ataque débil
- Moteado: no presenta
- Raíces aéreas: no presenta
- Momificado: no presenta
- Pulgón lanígero: no presenta
- Pulgón verde: ataque medio
- Araña roja: no presenta
- Chancro del manzano: no presenta[3]